# Paul Steiner
Paul Steiner (* 23. ledna 1957, Waldbrunn, Západní Německo) je bývalý německý fotbalový obránce a reprezentant, mistr světa z roku 1990.

## Klubová kariéra
- TSV Strümpfelbrunn (mládež)
- SV Waldhof Mannheim 1975–1979
- MSV Duisburg 1979–1981
- 1. FC Köln 1981–1991

## Reprezentační kariéra
V A-mužstvu Západního Německa debutoval 30. 5. 1990 v přátelském utkání v Gelsenkirchenu proti reprezentaci Dánska (výhra 1:0). Byl to jeho jediný start v západoněmeckém národním mužstvu.
Byl však členem vítězného západoněmeckého týmu na MS 1990 v Itálii.